# Campeonato colombiano 1989
El Campeonato colombiano 1989 fue la cuadragésimo segunda (42°) edición de la Categoría Primera A del fútbol profesional colombiano, siendo el torneo de Primera División en la temporada 1989.
Este torneo fue cancelado debido al asesinato del árbitro Álvaro Ortega, por lo que ningún equipo obtuvo el título.

## Desarrollo
Este año el torneo contó con 15 participantes, La primera fase se jugó todos contra todos en su primera vuelta, la segunda fase con 3 pentagonales, la tercera fase consistió en la segunda vuelta de la fase 1, con bonificación, en las fases 1 y 3, de 0.5, 0.375, 0.25 y 0.125 puntos; en los pentagonales a los dos primeros de cada grupo, bonificación de 0.25 y 0.125. 
Se jugaron dos cuadrangulares semifinales. En el grupo A quedaron los 4 primeros de reclasificación y en grupo B el resto. Clasificaron los 2 primeros de cada fase y los dos primeros de cada pentagonal. Luego un cuadrangular de repechaje entre los dos últimos del cuadrangular A y los dos primeros del B, para enfrentarse los dos ganadores de este con los dos del cuadrangular A, En caso de empate en puntos, se resolvía por bonificación..
Cuando se estaba definiendo la final ocurrió el homicidio del árbitro Álvaro Ortega, por lo cual la Dimayor optó por cuestiones de seguridad cancelar el torneo y no entregar título alguno.
Como consecuencia a esto Colombia estuvo marginada de la participación de la Copa Libertadores 1990; salvo que el club  Atlético Nacional campeón de la edición de 1989 pudo ser partícipe del torneo.

## Equipos participantes

### Datos de los clubes
- A partir de esta temporada el Deportes Quindío oficia sus partidos en condición de local en el Estadio Centenario en reemplazo del Estadio San José.

| Equipo                 | Ciudad       | Estadio                        |
| ---------------------- | ------------ | ------------------------------ |
| América de Cali        | Cali         | Olímpico Pascual Guerrero      |
| Atlético Bucaramanga   | Bucaramanga  | Alfonso López                  |
| Atlético Nacional      | Medellín     | Atanasio Girardot              |
| Cúcuta Deportivo       | Cúcuta       | General Santander              |
| Deportes Quindío       | Armenia      | Centenario                     |
| Deportes Tolima        | Ibagué       | Manuel Murillo Toro            |
| Deportivo Cali         | Cali         | Olímpico Pascual Guerrero      |
| Deportivo Pereira      | Pereira      | Hernán Ramírez Villegas        |
| Independiente Medellín | Medellín     | Atanasio Girardot              |
| Junior                 | Barranquilla | Metropolitano Roberto Meléndez |
| Millonarios            | Bogotá       | Nemesio Camacho El Campín      |
| Once Caldas            | Manizales    | Fernando Londoño Londoño       |
| Santa Fe               | Bogotá       | Nemesio Camacho El Campín      |
| Sporting               | Barranquilla | Metropolitano Roberto Meléndez |
| Unión Magdalena        | Santa Marta  | Eduardo Santos                 |

### Localización
| Antioquia          | 2 | Atlético Nacional e Independiente Medellín | Nacional DIM Millonarios Santa Fe Caldas Pereira Quindío América Cali Bucaramanga Cúcuta Tolima Unión Junior Sporting |
| Atlántico          | 2 | Junior y Sporting                          | Nacional DIM Millonarios Santa Fe Caldas Pereira Quindío América Cali Bucaramanga Cúcuta Tolima Unión Junior Sporting |
| Bogotá, D. C.      | 2 | Millonarios y Santa Fe                     | Nacional DIM Millonarios Santa Fe Caldas Pereira Quindío América Cali Bucaramanga Cúcuta Tolima Unión Junior Sporting |
| Valle del Cauca    | 2 | América de Cali y Deportivo Cali           | Nacional DIM Millonarios Santa Fe Caldas Pereira Quindío América Cali Bucaramanga Cúcuta Tolima Unión Junior Sporting |
| Caldas             | 1 | Once Caldas                                | Nacional DIM Millonarios Santa Fe Caldas Pereira Quindío América Cali Bucaramanga Cúcuta Tolima Unión Junior Sporting |
| Magdalena          | 1 | Unión Magdalena                            | Nacional DIM Millonarios Santa Fe Caldas Pereira Quindío América Cali Bucaramanga Cúcuta Tolima Unión Junior Sporting |
| Norte de Santander | 1 | Cúcuta Deportivo                           | Nacional DIM Millonarios Santa Fe Caldas Pereira Quindío América Cali Bucaramanga Cúcuta Tolima Unión Junior Sporting |
| Quindío            | 1 | Deportes Quindío                           | Nacional DIM Millonarios Santa Fe Caldas Pereira Quindío América Cali Bucaramanga Cúcuta Tolima Unión Junior Sporting |
| Risaralda          | 1 | Deportivo Pereira                          | Nacional DIM Millonarios Santa Fe Caldas Pereira Quindío América Cali Bucaramanga Cúcuta Tolima Unión Junior Sporting |
| Santander          | 1 | Atlético Bucaramanga                       | Nacional DIM Millonarios Santa Fe Caldas Pereira Quindío América Cali Bucaramanga Cúcuta Tolima Unión Junior Sporting |
| Tolima             | 1 | Deportes Tolima                            | Nacional DIM Millonarios Santa Fe Caldas Pereira Quindío América Cali Bucaramanga Cúcuta Tolima Unión Junior Sporting |

## Torneo Apertura

### Clasificación
| Pos. | Equipo                 | Pts. | PJ | G | E | P  | GF | GC | Dif. |
| ---- | ---------------------- | ---- | -- | - | - | -- | -- | -- | ---- |
| 1.   | América de Cali        | 23   | 14 | 9 | 5 | 0  | 19 | 9  | +10  |
| 2.   | Unión Magdalena        | 20   | 14 | 8 | 4 | 2  | 16 | 5  | +11  |
| 3.   | Junior                 | 19   | 14 | 7 | 5 | 2  | 16 | 11 | +5   |
| 4.   | Independiente Medellín | 18   | 14 | 7 | 4 | 3  | 26 | 15 | +11  |
| 5.   | Millonarios            | 17   | 14 | 4 | 9 | 1  | 19 | 15 | +4   |
| 6.   | Atlético Nacional      | 16   | 14 | 5 | 6 | 3  | 22 | 12 | +10  |
| 7.   | Deportivo Pereira      | 15   | 14 | 3 | 9 | 2  | 11 | 10 | +1   |
| 8.   | Once Caldas            | 14   | 14 | 4 | 6 | 4  | 14 | 17 | −3   |
| 9.   | Deportivo Cali         | 13   | 14 | 5 | 3 | 6  | 14 | 14 | 0    |
| 10.  | Santa Fe               | 12   | 14 | 4 | 4 | 6  | 11 | 15 | −4   |
| 11.  | Deportes Quindío       | 12   | 14 | 3 | 6 | 5  | 15 | 20 | −5   |
| 12.  | Deportes Tolima        | 10   | 14 | 5 | 0 | 9  | 12 | 20 | −9   |
| 13.  | Atlético Bucaramanga   | 10   | 14 | 3 | 4 | 7  | 11 | 14 | −3   |
| 14.  | Cúcuta Deportivo       | 7    | 14 | 2 | 3 | 9  | 8  | 17 | −9   |
| 15.  | Sporting               | 4    | 14 | 0 | 4 | 10 | 9  | 29 | −20  |

 Pts=Puntos; PJ=Partidos jugados; PE=Partidos empatados; P=Partidos perdidos; GF=Goles a favor; GC=Goles en contra; DIF=Diferencia de gol

Fuente
|  | Ganador del Torneo Apertura. |

### Resultados fase todos contra todos

#### Fecha 1 (Marzo 5)
Quindío 1–5 Nacional
Sporting 1–1 Pereira
Medellín 2–0 Tolima
Cali 2–2 América
Once Caldas 0–0 Junior
Santa Fe 0–2 Bucaramanga
Cúcuta 0–0 Millonarios

#### Fecha 2 (Marzo 12)
Bucaramanga 1–1 Quindío
Unión Magdalena 1–1 Santa Fe
Nacional 1–1 Once Caldas
Junior 2–1 Cali
Pereira 0–0 Medellín
América 2–1 Sporting
Tolima 3–2 Cúcuta

#### Fecha 3 (Marzo 19)
Once Caldas 2–1 Bucaramanga
Cúcuta 0–1 Pereira
Millonarios 1–0 Tolima
Medellín 0–0 América
Sporting 0–1 Junior
Quindío 1–2 Unión Magdalena
Cali 1–2 Nacional

#### Fecha 4 (Marzo 26)
Unión Magdalena 3–0 Once Caldas
Santa Fe 2–0 Quindío
Pereira 1–1 Millonarios
Nacional 4–1 Sporting
Junior 2–1 Medellín
América 3–1 Cúcuta
Bucaramanga 1–2 Cali

#### Fecha 5 (Abril 2)
Millonarios 2–2 América
Tolima 0–1 Pereira
Cúcuta 0–0 Junior
Medellín 1–1 Nacional
Cali 1–0 Unión Magdalena
Sporting 1–2 Bucaramanga
Once Caldas 1–1 Santa Fe

#### Fecha 6 (Abril 6)
Santa Fe 1–0 Cali
América 1–0 Tolima
Unión Magdalena 2–0 Sporting
Bucaramanga 1–2 Medellín
Quindío 1–0 Once Caldas
Cúcuta 0–2 Nacional
Junior 4–3 Millonarios

#### Fecha 7 (Abril 9)
Tolima 1–2 Junior
Medellín 0–2 Unión Magdalena
Cúcuta 0–0 Bucaramanga
Cali 1–1 Quindío
Pereira 1–2 América
Sporting 0–1 Santa Fe
Millonarios 2–1 Nacional

#### Fecha 8 (Abril 16)
Quindío 2–2 Sporting
Once Caldas 1–0 Cali
Santa Fe 0–3 Medellín
Unión Magdalena 1–0 Cúcuta
Nacional 3–0 Tolima
Bucaramanga 0–1 Millonarios
Junior 1–0 Pereira

#### Fecha 9 (Abril 20)
Tolima 1–0 Bucaramanga
América 0–0 Junior
Sporting 1–1 Once Caldas
Santa Fe 0–1 Cúcuta
Pereira 2–2 Nacional
Millonarios 0–0 Unión Magdalena
Medellín 3–1 Quindío

#### Fecha 10 (Abril 23)
Cali 2–0 Sporting
Quindío 2–0 Cúcuta
Once Caldas 3–2 Medellín
Santa Fe 1–1 Millonarios
Unión Magdalena 0–1 Tolima
Nacional 0–0 América
Bucaramanga 0–1 Pereira

#### Fecha 11 (Abril 27)
América 1–0 Bucaramanga
Medellín 2–1 Cali
Pereira 0–0 Unión Magdalena
Tolima 2–1 Santa Fe
Once Caldas 1–0 Cúcuta
Junior 1–1 Nacional
Millonarios 1–1 Quindío

#### Fecha 12 (Abril 30)
Cali 1–0 Cúcuta
Sporting 0–5 Medellín
Once Caldas 1–1 Millonarios
Quindío 2–0 Tolima
Unión Magdalena 0–1 América
Santa Fe 1–1 Pereira
Bucaramanga 2–1 Junior

#### Fecha 13 (Mayo 3)
Junior 0–1 Unión Magdalena
Nacional 0–0 Bucaramanga
Cúcuta 2–0 Sporting
Pereira 1–1 Quindío
Millonarios 2–0 Cali
Tolima 3–1 Once Caldas
América 1–0 Santa Fe

#### Fecha 14 (Mayo 7)
Quindío 1–2 América
Once Caldas 1–1 Pereira
Santa Fe 1–2 Junior
Unión Magdalena 1–0 Nacional
Sporting 2–2 Millonarios
Medellín 3–2 Cúcuta
Cali 2–0 Tolima

#### Fecha 15 (Mayo 14)
América 2–1 Once Caldas
Tolima 2–0 Sporting
Junior 0–0 Quindío
Bucaramanga 1–1 Unión Magdalena
Nacional 0–1 Santa Fe
Millonarios 2–2 Medellín
Pereira 0–0 Cali

## Torneo Finalización

### Clasificación
| Pos. | Equipo                 | Pts. | PJ | G | E | P | GF | GC | Dif. |
| ---- | ---------------------- | ---- | -- | - | - | - | -- | -- | ---- |
| 1.   | América de Cali        | 21   | 14 | 8 | 5 | 1 | 25 | 9  | +16  |
| 2.   | Millonarios            | 20   | 14 | 9 | 2 | 3 | 22 | 14 | +8   |
| 3.   | Independiente Medellín | 19   | 14 | 8 | 3 | 3 | 21 | 16 | +5   |
| 4.   | Deportes Quindío       | 18   | 14 | 8 | 2 | 4 | 20 | 15 | +5   |
| 5.   | Deportivo Cali         | 17   | 14 | 5 | 7 | 2 | 15 | 11 | +4   |
| 6.   | Atlético Nacional      | 17   | 14 | 5 | 7 | 2 | 10 | 7  | +3   |
| 7.   | Deportivo Pereira      | 14   | 14 | 6 | 2 | 6 | 24 | 23 | −1   |
| 8.   | Junior                 | 13   | 14 | 4 | 5 | 5 | 13 | 15 | −2   |
| 9.   | Santa Fe               | 13   | 14 | 3 | 7 | 4 | 14 | 12 | +2   |
| 10.  | Atlético Bucaramanga   | 12   | 14 | 3 | 6 | 5 | 15 | 17 | −2   |
| 11.  | Unión Magdalena        | 11   | 14 | 3 | 5 | 6 | 11 | 14 | −3   |
| 12.  | Cúcuta Deportivo       | 11   | 14 | 2 | 7 | 5 | 8  | 11 | −3   |
| 13.  | Once Caldas            | 9    | 14 | 2 | 5 | 7 | 8  | 20 | −12  |
| 14.  | Sporting Club          | 8    | 14 | 2 | 4 | 8 | 11 | 23 | −12  |
| 15.  | Deportes Tolima        | 7    | 14 | 1 | 5 | 8 | 4  | 14 | −10  |

|  | Ganador del Torneo Finalización. |

### Resultados

#### Fecha 1 (Julio 23)
Quindío 4–3 Bucaramanga
Santa Fe 0–1 Unión Magdalena
Once Caldas 0–0 Nacional
Cali 1–0 Junior
Medellín 3–2 Pereira
Sporting 0–2 América
Cúcuta 1–1 Tolima

#### Fecha 2 (Julio 26)
Tolima 0–0 Medellín
Millonarios 2–1 Cúcuta
Pereira 2–1 Sporting
América 0–0 Cali
Bucaramanga 0–0 Santa Fe
Junior 0–0 Once Caldas
Nacional 0–0 Quindío

#### Fecha 3 (Julio 30)
Pereira 1–0 Cúcuta
Tolima 0–2 Millonarios
América 2–0 Medellín
Junior 1–0 Sporting
Unión Magdalena 1–1 Quindío
Nacional 0–0 Cali
Bucaramanga 4–2 Once Caldas

#### Fecha 4 (Agosto 2)
Quindío 2–0 Santa Fe
Cali 1–0 Bucaramanga
Once Caldas 0–0 Unión Magdalena
Sporting 0–1 Nacional
Cúcuta 0–1 América
Medellín 3–1 Junior
Millonarios 4–2 Pereira

#### Fecha 5 (Agosto 6)
América 2–3 Millonarios
Pereira 2–0 Tolima
Junior 0–0 Cúcuta
Nacional 1–0 Medellín
Unión Magdalena 0–0 Cali
Bucaramanga 1–1 Sporting
Santa Fe 0–0 Once Caldas

#### Fecha 6 (Agosto 9)
América 5–0 Pereira
Nacional 0–1 Millonarios
Santa Fe 4–0 Sporting
Junior 3–1 Tolima
Unión Magdalena 0–1 Medellín
Bucaramanga 1–1 Cúcuta
Quindío 1–2 Cali

#### Fecha 7 (Agosto 13)
Sporting 1–3 Quindío
Cali 5–2 Once Caldas
Medellín 3–2 Santa Fe
Cúcuta 0–1 Unión Magdalena
Tolima 0–0 Nacional
Millonarios 0–1 Bucaramanga
Pereira 1–1 Junior

#### Fecha 8 (Agosto 16)
Millonarios 3–2 Junior
Nacional 1–1 Cúcuta
Tolima 0–1 América
Once Caldas 1–0 Quindío
Sporting 2–1 Unión Magdalena
Cali 1–1 Santa Fe
Medellín 2–1 Bucaramanga

#### Fecha 9 (Agosto 23)
Cúcuta 0–0 Santa Fe
Quindío 1–2 Medellín
Nacional 2–1 Pereira
Unión Magdalena 0–1 Millonarios
Bucaramanga 2–0 Tolima
Junior 1–1 América
Once Caldas 1–0 Sporting

#### Fecha 10 (Agosto 30)
Cúcuta 0–2 Quindío
Medellín 3–1 Once Caldas
Millonarios 0–0 Santa Fe
Tolima 0–0 Unión Magdalena
América 1–1 Nacional
Pereira 4–0 Bucaramanga
Sporting 1–1 Cali

#### Fecha 11 (Septiembre 6)
Quindío 2–1 Millonarios
Nacional 2–0 Junior
Cali 3–1 Medellín
Unión Magdalena 3–2 Pereira
Santa Fe 1–0 Tolima
Cúcuta 1–0 Once Caldas
Bucaramanga 1–1 América

#### Fecha 12 (Septiembre 16)
Junior 1–0 Bucaramanga
Cúcuta 2–0 Cali
Medellín 2–2 Sporting
Millonarios 2–1 Once Caldas
Tolima 0–1 Quindío
América 3–2 Unión Magdalena
Pereira 3–2 Santa Fe

#### Fecha 13 (Septiembre 20)
Santa Fe 2–0 Nacional
Unión Magdalena 1–1 Bucaramanga
Cali 1–1 Pereira
Medellín 1–0 Millonarios
Once Caldas 0–1 América
Quindío 1–0 Junior
Sporting 1–0 Tolima

#### Fecha 14 (Septiembre 27)
Once Caldas 0–0 Tolima
Quindío 1–0 Pereira
Cali 0–0 Millonarios
Sporting 1–1 Cúcuta
Unión Magdalena 1–2 Junior
Bucaramanga 0–0 Nacional
Santa Fe 1–1 América

#### Fecha 15 (Octubre 1)
Millonarios 3–1 Sporting
Cúcuta 0–0 Medellín
Tolima 2–0 Cali
Pereira 3–0 Once Caldas
Junior 1–1 Santa Fe
América 4–0 Quindío
Nacional 3–2 Unión Magdalena

## Tabla de reclasificación (Apertura y Finalización)
| Pos. | Equipo                 | Pts. | PJ | G  | E  | P  | GF | GC | Dif. |  |
| ---- | ---------------------- | ---- | -- | -- | -- | -- | -- | -- | ---- |  |
| 1    | América de Cali        | 44   | 28 | 17 | 10 | 1  | 44 | 18 | +26  |  |
| 2    | Independiente Medellín | 37   | 28 | 15 | 7  | 6  | 47 | 31 | +16  |  |
| 3    | Millonarios            | 37   | 28 | 13 | 11 | 4  | 41 | 29 | +12  |  |
| 4    | Atlético Nacional      | 33   | 28 | 10 | 13 | 5  | 32 | 19 | +13  |  |
| 5    | Junior                 | 32   | 28 | 11 | 10 | 7  | 29 | 26 | +3   |  |
| 6    | Unión Magdalena        | 31   | 28 | 11 | 9  | 8  | 27 | 19 | +8   |  |
| 7    | Deportes Quindío       | 30   | 28 | 11 | 8  | 9  | 35 | 35 | 0    |  |
| 8    | Deportivo Cali         | 30   | 28 | 10 | 10 | 8  | 29 | 25 | +4   |  |
| 9    | Deportivo Pereira      | 29   | 28 | 9  | 11 | 8  | 29 | 25 | +4   |  |
| 10   | Santa Fe               | 25   | 28 | 7  | 11 | 10 | 25 | 27 | −2   |  |
| 11   | Once Caldas            | 23   | 28 | 6  | 11 | 11 | 22 | 37 | −15  |  |
| 12   | Atlético Bucaramanga   | 22   | 28 | 6  | 10 | 12 | 26 | 31 | −5   |  |
| 13   | Cúcuta Deportivo       | 18   | 28 | 4  | 10 | 14 | 16 | 28 | −12  |  |
| 14   | Deportes Tolima        | 17   | 28 | 6  | 5  | 17 | 16 | 34 | −18  |  |
| 15   | Sporting               | 12   | 28 | 2  | 8  | 18 | 20 | 52 | −32  |  |

 Fuente: Rsssf
|  | Clasificado a los Cuadrangulares semifinales                                       |
|  | Clasificado a los Cuadrangulares semifinales como campeón de la Copa Colombia 1989 |

### Resultados
| Torneo (Apertura y Finalización 1989) | AME | BUC | CAL | CUC | JUN | MAG | DIM | MIL | NAL | ONC | PER | QUI | SFE | SPB | TOL |
| América de Cali                       |     | :   | 0:0 | :   | :   | 3:2 | :   | 2:3 | 1:1 | :   | :   | :   | :   | :   | :   |
| Atlético Bucaramanga                  | :   |     | 1:2 | 1:1 | :   | :   | :   | :   | :   | :   | :   | :   | 0:0 | :   | :   |
| Deportivo Cali                        | :   | 1:0 |     | 1:0 | 1:0 | 1:0 | 3:1 | 0:0 | 1:2 | 5:2 | :   | 1:1 | 1:1 | 2:0 | 2:0 |
| Cúcuta Deportivo                      | 0:1 | 0:0 | 2:0 |     | :   | :   | :   | :   | :   | :   | :   | :   | :   | :   | :   |
| Junior                                | 1:1 | :   | 2:1 | :   |     | :   | :   | 4:3 | :   | 0:0 | :   | :   | :   | :   | :   |
| Unión Magdalena                       | :   | :   | 0:0 | :   | :   |     | :   | :   | :   | :   | :   | :   | :   | :   | 0:1 |
| Medellín                              | :   | :   | 2:1 | :   | :   | 0:3 |     | :   | 1:1 | :   | :   | :   | :   | :   | :   |
| Millonarios                           | 2:2 | :   | 2:0 | 2:1 | 3:2 | :   | :   |     | 2:1 | :   | :   | :   | 0:0 | :   | :   |
| Atlético Nacional                     | 0:0 | :   | 0:0 | 1:1 | :   | :   | 1:0 | 0:1 |     | :   | :   | 0:0 | :   | :   | 3:0 |
| Once Caldas                           | :   | :   | 1:0 | :   | :   | :   | :   | :   | :   |     | :   | :   | :   | :   | :   |
| Deportivo Pereira                     | :   | :   | :   | :   | :   | :   | :   | :   | :   | :   |     | :   | :   | 2:1 | :   |
| Deportes Quindío                      | :   | :   | 1:2 | :   | :   | :   | 1:2 | :   | :   | :   | :   |     | :   | :   | :   |
| Santa Fe                              | :   | :   | 1:0 | 0:1 | :   | 0:1 | 0:3 | 1:1 | :   | :   | :   | :   |     | :   | :   |
| Sporting Club                         | :   | :   | 1:1 | :   | :   | :   | :   | :   | :   | :   | :   | :   | :   |     | :   |
| Deportes Tolima                       | :   | :   | 2:0 | :   | :   | :   | 0:0 | 0:2 | :   | :   | :   | :   | :   | :   |     |

## Cuadrangulares

### Cuadrangular A
El Cuadrangular A lo disputaron los clubes que ocuparon las posiciones 1, 2, 3 y 4 en la Tabla de reclasificación Apertura y Finalización.

#### Clasificación
| Pos. | Equipo                 | Pts. | PJ | G | E | P | GF | GC | Dif. |
| ---- | ---------------------- | ---- | -- | - | - | - | -- | -- | ---- |
| 1.   | Junior                 | 8    | 6  | 3 | 2 | 1 | 9  | 4  | +5   |
| 2.   | Millonarios            | 8    | 6  | 3 | 2 | 1 | 9  | 5  | +4   |
| 3.   | América de Cali        | 6    | 6  | 2 | 2 | 2 | 8  | 9  | −1   |
| 4.   | Independiente Medellín | 2    | 6  | 0 | 2 | 4 | 7  | 13 | −6   |

| Cuadrangular A  | AME | JUN | DIM | MIL |
| América de Cali |     | 1:1 | 3:2 | 1:1 |
| Junior          | 3:1 |     | 2:2 | 2:0 |
| Medellín        | 1:2 | 0:1 |     | 1:1 |
| Millonarios     | 1:0 | 2:0 | 4:1 |     |

|  | Clasificado al Cuadrangular final |
|  | Clasificado al repechaje          |

#### Resultados
| Fecha 1 - 8 de octubre de 1989 | Fecha 1 - 8 de octubre de 1989 | Fecha 1 - 8 de octubre de 1989 |
| Local                          | Resultado                      | Visitante                      |
| ------------------------------ | ------------------------------ | ------------------------------ |
| Junior                         | 2 - 2                          | Independiente Medellín         |
| América de Cali                | 1 - 1                          | Millonarios                    |

| Fecha 2 - 13 de octubre de 1989 | Fecha 2 - 13 de octubre de 1989 | Fecha 2 - 13 de octubre de 1989 |
| Local                           | Resultado                       | Visitante                       |
| ------------------------------- | ------------------------------- | ------------------------------- |
| Millonarios                     | 2 - 0                           | Junior                          |
| América de Cali                 | 2 - 1                           | Independiente Medellín          |

| Fecha 3 - 18 de octubre de 1989 | Fecha 3 - 18 de octubre de 1989 | Fecha 3 - 18 de octubre de 1989 |
| Local                           | Resultado                       | Visitante                       |
| ------------------------------- | ------------------------------- | ------------------------------- |
| América de Cali                 | 1 - 1                           | Junior                          |
| Independiente Medellín          | 1 - 1                           | Millonarios                     |

| Fecha 4 - 22 de octubre de 1989 | Fecha 4 - 22 de octubre de 1989 | Fecha 4 - 22 de octubre de 1989 |
| Local                           | Resultado                       | Visitante                       |
| ------------------------------- | ------------------------------- | ------------------------------- |
| Junior                          | 3 - 1                           | América de Cali                 |
| Millonarios                     | 4 - 1                           | Independiente Medellín          |

| Fecha 5 - 26 de octubre de 1989 | Fecha 5 - 26 de octubre de 1989 | Fecha 5 - 26 de octubre de 1989 |
| Local                           | Resultado                       | Visitante                       |
| ------------------------------- | ------------------------------- | ------------------------------- |
| América de Cali                 | 3 - 2                           | Independiente Medellín          |
| Junior                          | 2 - 0                           | Millonarios                     |

| Fecha 6 - 29 de octubre de 1989 | Fecha 6 - 29 de octubre de 1989 | Fecha 6 - 29 de octubre de 1989 |
| Local                           | Resultado                       | Visitante                       |
| ------------------------------- | ------------------------------- | ------------------------------- |
| Millonarios                     | 1 - 0                           | América de Cali                 |
| Independiente Medellín          | 0 - 1                           | Junior                          |

### Cuadrangular B
El Cuadrangular B lo disputaron los clubes que ocuparon las posiciones 5, 6, 7 en la Tabla de reclasificación Apertura y Finalización y el campeón de la Copa Colombia 1989.

#### Clasificación
| Pos. | Equipo            | Pts. | PJ | G | E | P | GF | GC | Dif. |
| ---- | ----------------- | ---- | -- | - | - | - | -- | -- | ---- |
| 1.   | Unión Magdalena   | 7    | 6  | 3 | 1 | 2 | 12 | 8  | +4   |
| 2.   | Atlético Nacional | 7    | 6  | 2 | 3 | 1 | 10 | 9  | +1   |
| 3.   | Santa Fe          | 6    | 6  | 2 | 2 | 2 | 10 | 13 | −3   |
| 4.   | Deportes Quindío  | 4    | 6  | 2 | 0 | 4 | 10 | 12 | −2   |

| Cuadrangular B    | MAG | NAL | QUI | SFE |
| Unión Magdalena   |     | 2:2 | 3:0 | 5:1 |
| Atlético Nacional | 1:0 |     | 2:0 | :   |
| Deportes Quindío  | 1:2 | 4:2 |     | 4:1 |
| Santa Fe          | 3:0 | 2:2 | 2:1 |     |

|  | Clasificado al repechaje |
|  | Eliminado                |

#### Resultados
| Fecha 1 - 8 de octubre de 1989 | Fecha 1 - 8 de octubre de 1989 | Fecha 1 - 8 de octubre de 1989 |
| Local                          | Resultado                      | Visitante                      |
| ------------------------------ | ------------------------------ | ------------------------------ |
| Santa Fe                       | 2 - 1                          | Quindío                        |
| Atlético Nacional              | 1 - 0                          | Unión Magdalena                |

| Fecha 2 - 13 de octubre de 1989 | Fecha 2 - 13 de octubre de 1989 | Fecha 2 - 13 de octubre de 1989 |
| Local                           | Resultado                       | Visitante                       |
| ------------------------------- | ------------------------------- | ------------------------------- |
| Unión Magdalena                 | 5 - 1                           | Santa Fe                        |
| Quindío                         | 4 - 2                           | Atlético Nacional               |

| Fecha 3 - 18 de octubre de 1989 | Fecha 3 - 18 de octubre de 1989 | Fecha 3 - 18 de octubre de 1989 |
| Local                           | Resultado                       | Visitante                       |
| ------------------------------- | ------------------------------- | ------------------------------- |
| Atlético Nacional               | 1 - 1                           | Santa Fe                        |
| Unión Magdalena                 | 3 - 0                           | Quindío                         |

| Fecha 4 - 22 de octubre de 1989 | Fecha 4 - 22 de octubre de 1989 | Fecha 4 - 22 de octubre de 1989 |
| Local                           | Resultado                       | Visitante                       |
| ------------------------------- | ------------------------------- | ------------------------------- |
| Santa Fe                        | 2 - 2                           | Atlético Nacional               |
| Quindío                         | 1 - 2                           | Unión Magdalena                 |

| Fecha 5 - 26 de octubre de 1989 | Fecha 5 - 26 de octubre de 1989 | Fecha 5 - 26 de octubre de 1989 |
| Local                           | Resultado                       | Visitante                       |
| ------------------------------- | ------------------------------- | ------------------------------- |
| Santa Fe                        | 3 - 0                           | Unión Magdalena                 |
| Atlético Nacional               | 2 - 0                           | Quindío                         |

| Fecha 6 - 29 de octubre de 1989 | Fecha 6 - 29 de octubre de 1989 | Fecha 6 - 29 de octubre de 1989 |
| Local                           | Resultado                       | Visitante                       |
| ------------------------------- | ------------------------------- | ------------------------------- |
| Quindío                         | 4 - 1                           | Santa Fe                        |
| Unión Magdalena                 | 2 - 2                           | Atlético Nacional               |

### Repechaje
La etapa de repechaje la jugaban los equipos ubicados en las posiciones 3 y 4 del Cuadrangular A y en las posiciones 1 y 2 del Cuadrangular B. Los dos primeros tendrían como premio la clasificación al Cuadrangular Final por el título del año.

#### Clasificación
| Pos. | Equipo                 | Pts. | PJ | G | E | P | GF | GC | Dif. |
| ---- | ---------------------- | ---- | -- | - | - | - | -- | -- | ---- |
| 1.   | Unión Magdalena        | 5    | 4  | 2 | 1 | 1 | 7  | 7  | 0    |
| 2.   | América de Cali        | 4    | 4  | 1 | 2 | 1 | 9  | 5  | +4   |
| 3.   | Atlético Nacional      | 4    | 4  | 1 | 2 | 1 | 6  | 6  | 0    |
| 4.   | Independiente Medellín | 3    | 4  | 1 | 1 | 2 | 4  | 8  | −4   |

#### Resultados
| Fecha 1 - 5 de noviembre de 1989 | Fecha 1 - 5 de noviembre de 1989 | Fecha 1 - 5 de noviembre de 1989 |
| Local                            | Resultado                        | Visitante                        |
| -------------------------------- | -------------------------------- | -------------------------------- |
| Unión Magdalena                  | 2 - 1                            | América                          |
| Atlético Nacional                | 1 - 0                            | Medellín                         |

| Fecha 2 - 8 de noviembre de 1989 | Fecha 2 - 8 de noviembre de 1989 | Fecha 2 - 8 de noviembre de 1989 |
| Local                            | Resultado                        | Visitante                        |
| -------------------------------- | -------------------------------- | -------------------------------- |
| Medellín                         | 3 - 1                            | Unión Magdalena                  |
| América                          | 2 - 2                            | Atlético Nacional                |

| Fecha 3 - 12 de noviembre de 1989 | Fecha 3 - 12 de noviembre de 1989 | Fecha 3 - 12 de noviembre de 1989 |
| Local                             | Resultado                         | Visitante                         |
| --------------------------------- | --------------------------------- | --------------------------------- |
| América                           | 6 - 1                             | Medellín                          |
| Atlético Nacional                 | 3 - 3                             | Unión Magdalena                   |

| Fecha 4 - 15 de noviembre de 1989 | Fecha 4 - 15 de noviembre de 1989 | Fecha 4 - 15 de noviembre de 1989 |
| Local                             | Resultado                         | Visitante                         |
| --------------------------------- | --------------------------------- | --------------------------------- |
| Unión Magdalena                   | 1 - 0                             | Atlético Nacional                 |
| Medellín                          | 0 - 0                             | América                           |

| Fecha 5 - 17 de noviembre de 1989 (No disputada) | Fecha 5 - 17 de noviembre de 1989 (No disputada) | Fecha 5 - 17 de noviembre de 1989 (No disputada) |
| Local                                            | Resultado                                        | Visitante                                        |
| ------------------------------------------------ | ------------------------------------------------ | ------------------------------------------------ |
| Atlético Nacional                                | Cancelado                                        | América                                          |
| Unión Magdalena                                  | Cancelado                                        | Medellín                                         |

| Fecha 6 - 19 de noviembre de 1989 (No disputada) | Fecha 6 - 19 de noviembre de 1989 (No disputada) | Fecha 6 - 19 de noviembre de 1989 (No disputada) |
| Local                                            | Resultado                                        | Visitante                                        |
| ------------------------------------------------ | ------------------------------------------------ | ------------------------------------------------ |
| Medellín                                         | Cancelado                                        | Atlético Nacional                                |
| América                                          | Cancelado                                        | Unión Magdalena                                  |

## Cancelación del campeonato
El campeonato fue suspendido definitivamente luego de la Fecha 4 de la fase de Repechaje por el asesinato del árbitro Álvaro Ortega en Medellín, el 15 de noviembre de 1989 después del partido Independiente Medellín 0-0 América de Cali en el Estadio Atanasio Girardot de Medellín. Las Fechas 5 y 6 no se disputaron. Ni se jugó el cuadrangular final al que ya estaban clasificados Junior y Millonarios.

## Estadísticas

### Goleadores
Para el momento en el que se canceló la temporada la tabla de goleadores registraba:
| Jugador                  | Equipos                | Goles |
| ------------------------ | ---------------------- | ----- |
| Héctor Méndez            | Deportivo Pereira      | 17    |
| Sergio "Checho" Angulo   | América de Cali        | 16    |
| Carlos "Panelo" Valencia | Independiente Medellín | 15    |
| Ramón "Rambo" Sosa       | Santa Fe               | 15    |
| Oscar "Pájaro" Juárez    | Millonarios            | 14    |

### Penaltis atajados
- Sergio Goycochea de Millonarios a  César Calero del Junior.
- Octavio "Ormeño" Gómez del Independiente Medellín a Santiago "Sachi" Escobar del Junior.

## Clasificación a torneos internacionales
| Clasificado como | Copa Libertadores 1990 | Supercopa Sudamericana 1990 |
| ---------------- | ---------------------- | --------------------------- |
| Colombia 1       | Atlético Nacional      | Atlético Nacional           |